# 吹田市立山田第五小学校
吹田市立山田第五小学校（すいたしりつ やまだだいご しょうがっこう）は、大阪府吹田市にあった公立小学校。
学校所在地は、同校の校区外にある。（大阪府吹田市山田西1丁目6番1号）

## 沿革
地域在住の児童はかつて吹田市立山田第三小学校に通学していた。しかし校区の住宅開発により、1980年代には同校の過密化が顕著となった。過密化を解消するため、従来の同校校区の一部を分離して、吹田市で37番目の公立小学校として、1986年に開校した。
- 1986年4月1日 - 吹田市立山田第五小学校として開校。
- 1987年4月15日 - 吹田市教育委員会から情操教育推進校の指定を受ける。
- 1989年9月28日 - 交通安全優秀として、大阪府警より表彰を受ける。
- 1993年 - 吹田市教育委員会から、生活科・理科の研究校の指定を受ける（1994年度まで）。
- 2003年 - 吹田市教育委員会から、情報教育研究校の指定を受ける（2004年度まで）。
- 2025年3月を以て閉校して、吹田市立山田第三小学校と再統合される事が吹田市議会の議決で決定。3月15日に閉校式が行われた。2025年4月新年度から山田第三小学校に再統合された。

## 通学区域
- 吹田市 山田南、山田市場9番-11番。

卒業後は原則として吹田市立山田中学校に進学する。
2025年新年度から山田第三小学校に再統合されるに伴い、卒業生は吹田市立西山田中学校に進学する校区になるが、現在の山田第五小学校区に住んでいる者は、西山田中学校、山田中学校のいずれかを選択することができる経過措置が設けられる。

## 交通
- 東海道本線（JR京都線） 千里丘駅 西へ約1.9km。
- 阪急バス 下山田バス停。